# BBC Cardiff Singer of the World Competition
De BBC Cardiff Singer of the World Competition is een zangwedstrijd die elke twee jaar gehouden wordt. De wedstrijd wordt beschouwd als een van de meest prestigieuze wedstrijden in de operawereld.

## Algemeen
BBC Wales begon in 1983 met de wedstrijd om de opening van St David's Hall in Cardiff, Wales, het thuishonk van het BBC National Orchestra of Wales, te vieren.
Door de hele wereld worden audities gehouden in de herfst van het jaar voorafgaand aan de wedstrijd om de 25 zangers te selecteren die uiteindelijk in de daaropvolgende maand juni in Cardiff mogen deelnemen. Elke zanger vertegenwoordigt zijn eigen land; sinds 2003 mag elk land met een grote bevolking twee zangers afvaardigen. Alleen in Wales is er een afzonderlijke wedstrijd om de landsvertegenwoordiger te kiezen. De winnaar van de Welsh Singers Competition vertegenwoordigt Wales in de BBC Cardiff Singer of the World Competition.

## Geschiedenis
In 1983, het eerste jaar dat de wedstrijd georganiseerd werd, namen 18 zangers deel. De winnaar was de Finse sopraan Karita Mattila.
In 1987 werd een ‘Liederen’-Prijs geïntroduceerd, omdat liederen en opera allebei belangrijke vormen zijn van zang, maar wel heel verschillend.
In 1989 was de wedstrijd zeer opmerkelijk met de bariton Bryn Terfel uit Wales, die de Liederen-Prijs won, en de Russische bariton Dmitri Hvorostovski, die de hoofdprijs won met zijn interpretatie van de aria Eri tu van Verdi's Un ballo in maschera. Beide zangers hebben inmiddels een bijzonder succesvolle carrière met internationaal resultaat. Hvorostovski stierf op 22 november 2018 in Londen, 55 jaar oud, aan een hersentumor.
In 1999 werd de Liederen-Prijs omgedoopt tot de ‘Song’-Prijs, om aan te geven dat het niet alleen om Duitse liederen gaat. In 2003 werd het als een afzonderlijk item, de BBC Cardiff Singer Rosenblatt Recital Song Prize ingevoerd en is het niet verplicht meer om aan dit onderdeel deel te nemen.
Voor de wedstrijd in 2003 schreven 951 zangers uit 56 landen zich in, waarvan er 483 werden uitgenodigd voor een auditie. Er waren 40 locaties in 30 landen over de hele wereld waar zij hun talenten mochten laten zien. In totaal 25 zangers en 2 reservekandidaten mochten uiteindelijk aan de wedstrijd deelnemen. De winnaar werd de Finse bariton Tommi Hakala.
Voor de wedstrijd in 2005 schreven 700 zangers uit 62 landen zich in, waarvan er 507 werden uitgenodigd voor een auditie. Er waren 39 landen over de hele wereld waar zij hun talenten mochten laten zien. In totaal 25 zangers en 3 reservekandidaten mochten uiteindelijk aan de wedstrijd deelnemen. De winnaar werd de Amerikaanse sopraan Nicole Cabell.
Veel prominente zangers hebben in de jury gezeten, zoals Carlo Bergonzi, Geraint Evans, Marilyn Horne, Joan Sutherland, Dame Anne Evans, René Kollo en Galina Visjnevskaja.
De wedstrijd wordt op televisie uitgezonden door BBC Two en BBC Four.

## De wedstrijd van 2007
In 2007 werd de wedstrijd gewonnen door de drieëntwintigjarige bas-bariton Shen Yang uit China. De Engelse sopraan Elizabeth Watts won de ‘Song’-prijs.